# アセンダー

アセンダーは英小文字のミーンラインよりも上の部分である。

タイポグラフィにおいてアセンダー（英: Ascender）とはラテン文字の小文字書記素のうち書体のミーンラインよりも上の部分である。すなわち、小文字のエックスハイトより高いところのことである。
ディセンダーとともに、アセンダーがあることによって文字の認識のしやすさが高まる。このことから、イギリスの道路標識では大文字が使われなくなった。
イギリスの高速道路網の建設が始まるころになされた調査では大小文字混交のほうが、全て大文字表記のものよりも読みやすいとされ、高速道路用にフォントが制作された。これは後に英国中で使用されることになる。